# Thismia glaziovii
Thismia glaziovii är en enhjärtbladig växtart som beskrevs av Viggo Albert Poulsen. Thismia glaziovii ingår i släktet Thismia och familjen Burmanniaceae. Inga underarter finns listade i Catalogue of Life.